# Filmfare Award de la meilleure actrice dans un second rôle
Le Filmfare Awards de la meilleure actrice dans un second rôle (Filmfare Award for Best Supporting Actress) est une récompense remise à l'actrice indienne de l'année pour le meilleur second rôle féminin par le magazine Filmfare, lors de la cérémonie annuelle des Filmfare Awards, depuis 1955.
La première lauréate fut Usha Kiran pour le film Baadbaan (en). La comédienne Vyjayanthimala est la seule actrice à avoir refusé son trophée en 1957 pour le rôle de Chandramukhi dans la version 1955 de Devdas, car elle avait la conviction qu'elle était l'actrice principale du film. Quatre actrices ont reçu ce prix deux années successives : Shashikala (1963-1964), Supriya Pathak (1982-1983), Jaya Bachchan (2001-2002) et Konkona Sen Sharma (2007-2008).

## Récompenses et nominations multiples
| Récompenses et nominations multiples                 | Actrice dans un premier rôle | Actrice dans un premier rôle | Actrice dans un second rôle                             | Actrice dans un second rôle | Total des récompenses | Total des récompenses |
| ---------------------------------------------------- | ---------------------------- | ---------------------------- | ------------------------------------------------------- | --------------------------- | --------------------- | --------------------- |
| Actrice la plus récompensée                          | Nutan, Kajol                 | 5                            | Farida Jalal, Jaya Bachchan, Nirupa Roy, Rani Mukherjee | 3                           | Nutan, Jaya Bachchan  | 6                     |
| Actrice la plus nommée                               | Madhuri Dixit                | 13                           | Aruna Irani                                             | 10                          | Raakhee               | 16                    |
| Actrice la plus nommée sans jamais avoir récompensée | Tabu                         | 5                            | Bindu                                                   | 8                           | Bindu                 | 8                     |
| Lauréate la plus âgée                                | Nutan                        | 42                           | Durga Khote                                             | 70                          | Durga Khote           | 70                    |
| Nommée la plus âgée                                  | Sharmila Tagore              | 60                           | Durga Khote                                             | 70                          | Durga Khote           | 70                    |
| Lauréate la plus jeune                               | Dimple Kapadia               | 16                           | Ayesha Kapoor                                           | 11                          | Ayesha Kapoor         | 11                    |
| Nommée la plus jeune                                 | Dimple Kapadia               | 16                           | Ayesha Kapoor                                           | 11                          | Ayesha Kapoor         | 11                    |

### Récompenses multiples
- 2 Récompenses : Simi Garewal, Rohini Hattangadi, Aruna Irani, Supriya Pathak, Padmini, Raakhee, Konkona Sen Sharma, Shashikala
- 3 Récompenses : Jaya Bachchan, Farida Jalal, Rani Mukherjee, Nirupa Roy

### Nominations multiples
- 2 Nominations : Bipasha Basu,  Mahima Chaudhry, Priyanka Chopra, Madhuri Dixit, Divya Dutta, Shahana Goswami, Anita Kanwar, Kareena Kapoor, Shubha Khote, Kalki Koechlin, Mumtaz, Asha Parekh, Ratna Pathak, Smita Patil,Ranjeeta, Shefali Shah, Shilpa Shetty, Tanuja
- 3 Nominations : Tanvi Azmi, Jaya Bachchan, Simi Garewal, Rohini Hattangadi, Dimple Kapadia, Kirron Kher, Padmini Kolhapure, Dina Pathak, Sushmita Sen, Konkona Sen Sharma, Preity Zinta
- 4 Nominations : Reema Lagoo, Nanda, Nutan, Supriya Pathak, Waheeda Rehman, Nirupa Roy
- 5 Nominations : Helen, Lalita Pawar
- 6 Nominations : Rekha
- 7 Nominations : Bindu, Farida Jalal, Rani Mukherjee
- 8 Nominations : Raakhee, Shashikala
- 10 Nominations : Aruna Irani

## Liste des lauréates et des nommées
Les lauréates apparaissent en gras.

### Années 1950
- 1955 : Usha Kiran - Baadbaan, dans le rôle d'Usha

- 1956 : Nirupa Roy - Munimji, dans le rôle de Malti
  - Geeta Bali - Kavi, dans le rôle de Basanti
  - Surya Kumari - Uran Khatola, dans le rôle de Raj Rani

- 1957 : Vyjayanthimala - Devdas, dans le rôle de Chandramukhi

- 1958 : Shyama - Sharada, dans le rôle de Chanchal
  - Nanda - Bhabhi, dans le rôle de Lata

- 1959 : Nalini Jaywant - Kalapani, dans le rôle de Kishori
  - Lalita Pawar - Parvarish, dans le rôle de Rukmini Singh
  - Leela Chitnis - Sadhna, dans le rôle de la mère

### Années 1960
- 1960 : Lalita Pawar - Anari, dans le rôle de Mme. L. D'Sa
  - Anita Guha - Goonj Uthi Shehnai, dans le rôle de Ramkali (Rami)
  - Shashikala - Sujata, dans le rôle de Rama Chowdhury

- 1961 : Nanda - Aanchal dans le rôle de Nanda
  - Lalita Pawar - Aanchal dans le rôle de la mère
  - Kum Kum - Kohinoor dans le rôle de Rajlakshmi

- 1962 : Nirupa Roy - Chhaya (en), dans le rôle de Manoram/Aayah
  - Shubha Khote - Gharana, dans le rôle de Ragini
  - Shubha Khote - Sasural, dans le rôle de Sita

- 1963 : Shashikala - Aarti, dans le rôle de Jaswanti
  - Lalita Pawar - Professor, dans le rôle de Sita Devi Verma
  - Waheeda Rehman - Sahib Bibi Aur Ghulam, dans le rôle de Jaba

- 1964 : Shashikala - Gumrah, dans le rôle de Leela/Miss Roberts
  - Nimmi - Mere Mehboob, dans le rôle de Najma
  - Ameeta - Mere Mehboob, dans le rôle de Naseem

- 1965 : Nirupa Roy - Shehnai, dans le rôle de Shobha
  - Lalita Pawar - Kohraa, dans le rôle de Dai Maa
  - Shashikala - Ayee Milan Ki Bela, dans le rôle de Roopa

- 1966 : Padmini - Kaajal, dans le rôle de Bhanu
  - Helen - Gumnaam, dans le rôle de Miss Kitty
  - Shashikala - Himalaya Ki God Mein, dans le rôle de Dr. Neeta Verma

- 1967 : Simi Garewal - Do Badan, dans le rôle du Dr. Anjali
  - Shashikala - Anupama, dans le rôle d'Anita "Annie" Bakshi
  - Shashikala - Phool Aur Patthar, dans le rôle de Rita

- 1968 : Jamuna - Milan, dans le rôle de Gauri
  - Mumtaz - Ram Aur Shyam, dans le rôle de Shanta
  - Tanuja - Jewel Thief, dans le rôle d'Anjali "Anju" Nath

- 1969 : Simi Garewal - Saathi, dans le rôle de Rajni
  - Helen - Shikar, dans le rôle de Veera
  - Shashikala - Neel Kamal, dans le rôle de Chanchal

### Années 1970
- 1970 : Tanuja - Paisa Ya Pyaar, dans le rôle de Dhanno
  - Bindu - Ittefaq, dans le rôle de Renu
  - Farida Jalal - Aradhana, dans le rôle de Renu

- 1971 : Chand Usmani - Pehchan, dans le rôle de Champa
  - Bindu - Do Raaste, dans le rôle de Neela Allopee Prasad
  - Mumtaz - Aadmi Aur Insaan, dans le rôle de Rita

- 1972 : Farida Jalal - Paras, dans le rôle de Bela Singh
  - Aruna Irani - Caravan, dans le rôle de Nisha
  - Helen - Elaan, dans le rôle de Lily

- 1973 : Zeenat Aman - Haré Raama Haré Krishna, dans le rôle de Jasbir Jaiswal / Janice
  - Bindu - Dastaan, dans le rôle de Mala
  - Nazima - Be-Imaan, dans le rôle de Meena

- 1974 : Raakhee - Daag: A Poem of Love, dans le rôle de Chandni
  - Aruna Irani - Bobby, dans le rôle de Nima
  - Bindu - Abhimaan, dans le rôle de Chitra
  - Nutan - Anuraag, dans le rôle d'Anu Rai
  - Nutan - Saudagar, dans le rôle de Mahjubhi

- 1975 : Durga Khote - Bidaai, dans le rôle de Parvati
  - Bindu - Hawas, dans le rôle de Kamini Singh
  - Bindu - Imtihan, dans le rôle de Rita
  - Jayshree T. - Resham Ki Dori, dans le rôle de la danseuse
  - Moushumi Chatterjee - Roti Kapada Aur Makaan, dans le rôle de Tulsi

- 1976 : Nadira - Julie, dans le rôle de Margaret "Maggie"
  - Aruna Irani - Do Jhoot
  - Farida Jalal - Majboor, dans le rôle de Renu Khanna
  - Nirupa Roy - Deewaar, dans le rôle de Sumitra Devi
  - Prema Narayan - Amanush, dans le rôle de Dhanno

- 1977 : Kajri - Balika Badhu, dans le rôle de Chandra
  - Asha Parekh - Udhar Ka Sindur, dans le rôle de Shanta
  - Bindu - Arjun Pandit, dans le rôle de l'épouse du médecin
  - Dina Pathak - Mausam, dans le rôle de Gangu Rani
  - Waheeda Rehman - Kabhi Kabhie, dans le rôle d'Anjali Malhotra

- 1978 : Asha Sachdev - Priyatama, dans le rôle de l'amie de Dolly
  - Aruna Irani - Khoon Pasina, dans le rôle de Shantimohan Sharma/Shanti "Shanno" Devi
  - Farida Jalal - Shaque, dans le rôle de Mrs. Subramaniam
  - Nazneen - Dildaar, dans le rôle de Parvati
  - Raakhee - Doosra Aadmi, dans le rôle de Nisha

- 1979 : Reena Roy - Apnapan, dans le rôle de Kamini Agarwal
  - Asha Parekh - Main Tulsi Tere Aangan Ki, dans le rôle de Tulsi Chouhan
  - Nutan - Main Tulsi Tere Aangan Ki, dans le rôle de Sanjukta Chouhan
  - Ranjeeta - Pati Patni Aur Woh, dans le rôle de Nirmala Deshpande
  - Rekha - Muqaddar Ka Sikander, dans le rôle de Zohrabai

### Années 1980
- 1980 : Helen - Lahu Ke Do Rang, dans le rôle de Suzy
  - Dina Pathak - Gol Maal, dans le rôle de Mme. Kamala Srivastav
  - Farida Jalal - Jurmana, dans le rôle de Laila
  - Jennifer Kendal - Junoon, dans le rôle de Mme. Mariam Labadoor
  - Neetu Singh - Kaala Patthar, dans le rôle de Channo

- 1981 : Padmini Kolhapure - Insaaf Ka Tarazu, dans le rôle de Neeta Saxena
  - Ashalata - Apne Paraye, dans le rôle de Sidheshwari
  - Dina Pathak - Khubsoorat, dans le rôle de Nirmala Gupta
  - Rameshwari - Aasha, dans le rôle de Mala
  - Simi Garewal - Karz, dans le rôle de Kamini Verma

- 1982 : Supriya Pathak - Kalyug, dans le rôle de Subhadra
  - Aruna Irani - Rocky dans le rôle de Kathy D'Souza
  - Madhavi - Ek Duuje Ke Liye dans le rôle de Sandhya
  - Nanda - Ahista Ahista dans le rôle de Sangeeta
  - Sarika - Sharda dans le rôle d'Anita Kohli

- 1983 : Supriya Pathak - Bazaar, dans le rôle de Shabnam
  - Kiran Vairale - Namkeen, dans le rôle de Chinki
  - Nanda - Prem Rog, dans le rôle de Chhoti Maa
  - Ranjeeta - Teri Kasam, dans le rôle de Shanti
  - Waheeda Rehman - Namkeen, dans le rôle de Jyoti

- 1984 : Rohini Hattangadi - Arth dans le rôle de bai
  - Padmini Kolhapure - Souten dans le rôle de Radha
  - Rekha - Mujhe Insaaf Chahiye dans le rôle de Shakuntala
  - Smita Patil - Arth dans le rôle de Kavita Sanyal
  - Smita Patil - Mandi dans le rôle de Zeenat

- 1985 : Aruna Irani - Pet Pyaar Aur Paap, dans le rôle de Janaki
  - Rehana Sultan - Hum Rahe Na Hum',' dans le rôle de Kalyani M. Sharma
  - Rohini Hattangadi - Bhavna, dans le rôle de Shobha
  - Sharmila Tagore - Sunny, dans le rôle de Sitara
  - Soni Razdan - Saaransh, dans le rôle de Sujata Suman

- 1986 : Nutan - Meri Jung, dans le rôle d'Aarti
  - Anita Kanwar - Janam, dans le rôle de Nalini
  - Madhur Jaffrey - Saagar, dans le rôle de Kamladevi
  - Raakhee - Saaheb, dans le rôle de Sujata Sharma
  - Sushma Seth - Tawaif, dans le rôle d'Amina Bai
  - Tanvi Azmi - Pyari Behna, dans le rôle de Seeta

- 1987 - Pas d'attribution

- 1988 - Pas d'attribution

- 1989 : Sonu Walia - Khoon Bhari Maang, dans le rôle de Nandini
  - Anuradha Patel - Ijaazat, dans le rôle de Maya
  - Pallavi Joshi - Andha Yudh, dans le rôle de Saroj

### Années 1990
- 1990 : Raakhee - Ram Lakhan, dans le rôle de Mme. Sharda Pratap Singh
  - Anita Kanwar - Salaam Bombay !, dans le rôle de Rekha Golub
  - Reema Lagoo - Maine Pyar Kiya, dans le rôle de Kaushalya Choudhary
  - Sujata Mehta - Yateem, dans le rôle de Chanchal S. Yadav

- 1991 : Rohini Hattangadi - Agneepath dans le rôle de Suhasini Chavan
  - Raadhika - Aaj Ka Arjun dans le rôle de Laxmi
  - Reema Lagoo - Aashiqui dans le rôle de Mrs. Vikram Roy
  - Sangeeta Bijlani - Jurm dans le rôle de Geeta Sarabhai

- 1992 : Farida Jalal - Henna, dans le rôle de Bibi Gul
  - Deepa Sahi - Hum, dans le rôle de Aarti
  - Rama Vij - Prem Qaidi, dans le rôle de Prabhavati
  - Waheeda Rehman - Lamhe, dans le rôle de Dai Jaa

- 1993 : Aruna Irani - Beta, dans le rôle de Laxmi Devi
  - Pooja Bedi - Jo Jeeta Wohi Sikandar, dans le rôle de Devika
  - Shilpa Shirodkar - Khuda Gawah, dans le rôle de l'inspecteur Henna Ranveer Sethi

- 1994 : Amrita Singh - Aaina, dans le rôle de Roma Mathur
  - Anu Agarwal - Khal-Naaikaa, dans le rôle de Kiran
  - Dimple Kapadia - Gardish, dans le rôle de Shanti
  - Raakhee - Anari, dans le rôle de Savitri
  - Shilpa Shetty - Baazigar, dans le rôle de Seema M. Chopra

- 1995 : Dimple Kapadia - Krantiveer, dans le rôle de Megha Dixit
  - Aruna Irani - Suhaag, dans le rôle de Asha R. Sharma
  - Raveena Tandon - Laadla, dans le rôle de Kaajal
  - Reema Lagoo - Hum Aapke Hain Kaun...!, dans le rôle de Mrs. Choudhury
  - Renuka Shahane - Hum Aapke Hain Kaun...!, dans le rôle de Pooja Choudhury

- 1996 : Farida Jalal - Dilwale Dulhania Le Jayenge, dans le rôle de Lajwanti Singh
  - Aruna Irani - Kartavya, dans le rôle de Gayetridevi Singh
  - Raakhee - Karan Arjun, dans le rôle de Durga Singh
  - Rita Bhaduri - Raja, dans le rôle de Sarita Garewal
  - Tanvi Azmi - Akele Hum Akele Tum, dans le rôle de Farida

- 1997 : Rekha - Khiladiyon Ka Khiladi, dans le rôle de Madam Maya
  - Archana Puran Singh - Raja Hindustani, dans le rôle de Shalini "Shalu" Sehgal
  - Helen - Khamoshi: The Musical, dans le rôle de Maria Braganza
  - Seema Biswas - Khamoshi: The Musical, dans le rôle de Flavy J. Braganza
  - Tabu - Jeet, dans le rôle de Tulsibai

- 1998 : Karisma Kapoor - Dil To Pagal Hai, dans le rôle de Nisha
  - Aruna Irani - Ghulam-E-Mustafa, dans le rôle de Bhagyalaxmi Dixit
  - Pooja Batra - Virasat, dans le rôle d'Anita
  - Raakhee - Border, dans le rôle de Mrs. Veer
  - Urmila Matondkar - Judaai, dans le rôle de Jhanhvi Sahni

- 1999 : Rani Mukherjee - Kuch Kuch Hota Hai, dans le rôle de Tina Malhotra
  - Preity Zinta - Dil Se, dans le rôle de Preeti Nair
  - Raakhee - Soldier, dans le rôle de Geeta Malhotra
  - Shefali Shah - Satya dans le rôle de Pyaari Mhatre
  - Tanvi Azmi - Dushman dans le rôle de Mme. Sehgal

### Années 2000
- 2000 : Sushmita Sen - Biwi No. 1, dans le rôle de Rupali
  - Mahima Chaudhry - Dil Kya Kare, dans le rôle de Kavita Kishore
  - Reema Lagoo - Vaastav, dans le rôle de Shanta
  - Suhasini Mulay - Hu Tu Tu, dans le rôle de Malti Bai
  - Sushmita Sen - Sirf Tum, dans le rôle de Neha

- 2001 : Jaya Bachchan - Fiza, dans le rôle de Nishatbi Ikramullah
  - Aishwarya Rai - Mohabbatein, dans le rôle de Megha Shankar
  - Mahima Chaudhry - Dhadkan, dans le rôle de Sheetal Varma
  - Rani Mukherjee - Har Dil Jo Pyar Karega, dans le rôle de Pooja Oberoi
  - Sonali Kulkarni - Mission Kashmir, dans le rôle de Neelima Khan

- 2002 : Jaya Bachchan - La Famille indienne, dans le rôle de Nandini Y. Raichand
  - Kareena Kapoor - La Famille indienne, dans le rôle de Pooja "Poo" Sharma
  - Madhuri Dixit - Lajja, dans le rôle de Janki
  - Preity Zinta - Chori Chori Chupke Chupke, dans le rôle de Madhubala
  - Rekha - Lajja, dans le rôle de Ramdulaari

- 2003 : Madhuri Dixit - Devdas, dans le rôle de Chandramukhi
  - Antara Mali - Company, dans le rôle de Kannu
  - Kirron Kher - Devdas, dans le rôle de Sumitra Mukherji
  - Shilpa Shetty - Rishtey, dans le rôle de Vaijanti
  - Sushmita Sen - Filhaal..., dans le rôle de Sia Sheth

- 2004 : Jaya Bachchan - Kal Ho Naa Ho, dans le rôle de Jennifer Kapur
  - Priyanka Chopra - Andaaz, dans le rôle de Jiya Singhania
  - Rekha - Koi... Mil Gaya, dans le rôle de Sonia S. Mehra
  - Shabana Azmi - Tehzeeb, dans le rôle de Rukhsana Jamal
  - Shenaz Treasurywala - Ishq Vishk, dans le rôle de Alisha Sahay

- 2005 : Rani Mukherjee - Yuva, dans le rôle de Sashi L. Singh
  - Amrita Rao - Main Hoon Na, dans le rôle de Sanjana Bakshi
  - Divya Dutta - Veer-Zaara, dans le rôle de Shabbo
  - Rani Mukherjee - Veer-Zaara, dans le rôle de Saamiya Siddiqui
  - Priyanka Chopra - Aitraaz, dans le rôle de Sonia Roy

- 2006 : Ayesha Kapoor - Black, dans le rôle de Michelle McNally
  - Bipasha Basu - No Entry, dans le rôle de Bobby
  - Sandhya Mridul - Page 3, dans le rôle de Pearl Sequiera
  - Shefali Shah - Waqt: The Race Against Time, dans le rôle de Sumitra Thakur
  - Shweta Prasad - Iqbal, dans le rôle de Khadija

- 2007 : Konkona Sen Sharma - Omkara, dans le rôle de Indu
  - Kirron Kher - Rang De Basanti, dans le rôle de Mitro
  - Soha Ali Khan - Rang De Basanti, dans le rôle de Soni /Durga Vohra
  - Preity Zinta - Kabhi Alvida Naa Kehna, dans le rôle de Rhea Saran
  - Rekha - Krrish, dans le rôle de Sonia S. Mehra

- 2008 : Konkona Sen Sharma - Life in a... Metro, dans le rôle de Shruti Ghosh
  - Konkona Sen Sharma - Laaga Chunari Mein Daag, dans le rôle de Subhavari 'Chutki' S. Sahay
  - Rani Mukherjee - Saawariya, dans le rôle de Gulabji
  - Shilpa Shukla - Chak De ! India, dans le rôle de Bindia Naik
  - Tisca Chopra - Taare Zameen Par, dans le rôle de Maya Awasthi

- 2009 : Kangana Ranaut - Fashion, dans le rôle de Shonali Gujral
  - Bipasha Basu - Bachna Ae Haseeno, dans le rôle de Radhika/Shreya Rathod
  - Kirron Kher - Dostana, dans le rôle de Seema
  - Ratna Pathak - Jaane Tu Ya Jaane Na, dans le rôle de Savitri A. Rathore
  - Shahana Goswami - Rock On!!, dans le rôle de Debbie

### Années 2010
- 2010 : Kalki Koechlin - Dev.D, dans le rôle de  Lené/Chanda (Chandramukhi)
  - Arundhati Nag - Paa,  dans le rôle de la mère de Vidya
  - Divya Dutta - Delhi 6, dans le rôle de Jalebi
  - Dimple Kapadia - Luck by Chance, dans le rôle de Neena Walia
  - Shahana Goswami - Firaaq, dans le rôle de Muneera
  - Supriya Pathak - Wake Up Sid, dans le rôle de la mère de Sid

- 2011 : Kareena Kapoor - We Are Family, dans le rôle de  Shreya Arora
  - Amrita Puri - Aisha, dans le rôle de Shefali Thakur
  - Prachi Desai - Once Upon a Time in Mumbaai, dans le rôle de Mumtaz
  - Ratna Pathak - Golmaal 3, dans le rôle de Geeta
  - Supriya Pathak - Khichdi: The Movie, dans le rôle de Hansa Parekh

- 2012 : Rani Mukherjee - No One Killed Jessica, dans le rôle de Meera Gaity
  - Juhi Chawla - I Am,  dans le rôle de Megha
  - Kalki Koechlin - Zindagi Na Milegi Dobara, dans le rôle de Natasha
  - Parineeti Chopra - Ladies vs Ricky Bahl, dans le rôle de Dimple Chaddha
  - Swara Bhaskar - Tanu Weds Manu,  dans le rôle de Payal

- 2013 : Anushka Sharma - Jab Tak Hai Jaan, dans le rôle d'Akira Rai
  - Huma Qureshi - Gangs of Wasseypur dans le rôle de Mohsina
  - Ileana D'Cruz - Barfi!, dans le rôle de Shruti
  - Rani Mukherjee - Talaash, dans le rôle de Shreya Bondre
  - Richa Chadda - Gangs of Wasseypur, dans le rôle de Nagma Khatoon

- 2014 : Supriya Pathak – Ram-Leela, dans le rôle de Dhankor "Baa" Sanera
  - Divya Dutta – Bhaag Milkha Bhaag, dans le rôle d'Ishri Kaur
  - Kalki Koechlin – Yeh Jawaani Hai Deewani, dans le rôle d'Aditi Mehra
  - Konkona Sen Sharma – Ek Thi Daayan, dans le rôle de Diana
  - Swara Bhaskar – Raanjhanaa, dans le rôle de Bindiya

- 2015 : Tabu – Haider, dans le rôle de Ghazala Meer
  - Amrita Singh – 2 States, dans le rôle de Kavita Malhotra
  - Lisa Haydon – Queen, dans le rôle de Vijayalakshmi
  - Dimple Kapadia – Finding Fanny, dans le rôle de Rosalina "Rosie" Eucharistica
  - Juhi Chawla – Gulaab Gang, dans le rôle de Sumitra Devi

- 2016 : Priyanka Chopra – Bajirao Mastani, dans le rôle de Kashibai
  - Tabu – Drishyam, dans le rôle de l'Inspectrice Générale Meera Deshmukh
  - Anushka Sharma – Dil Dhadakne Do, dans le rôle de Farah Ali
  - Huma Qureshi – Badlapur, dans le rôle de Jhimli
  - Shefali Shah – Dil Dhadakne Do, dans le rôle de Neelam Mehra
  - Tanvi Azmi – Bajirao Mastani, dans le rôle de Radha Maa